# 大船渡線営業所
大船渡線営業所（おおふなとせんえいぎょうしょ）は大船渡線（一ノ関駅を除く）と気仙沼線の一部（気仙沼 - 本吉）を管理・統括する東日本旅客鉄道（JR東日本）盛岡支社の組織で、気仙沼駅構内に併設されていた。所長は気仙沼駅長を兼務する。

## 管轄
以下の区間の駅・設備を管理する。
- 大船渡線：全線（一ノ関駅を除く）
- 気仙沼線：本吉 - 気仙沼間
  - ただし、両路線ともBRT運行に関わる設備は気仙沼BRT営業所の管轄となる。

## 組織
- 総務科
- 線路科 - 一ノ関保線技術センター気仙沼派出に移管された。
- 工務科
- 運輸科 - 運転士が所属していた。
- 気仙沼駅
  - 摺沢駅（摺沢派出所 / JR東日本東北総合サービスに業務委託）
  - 千厩駅（千厩派出所 / JR東日本東北総合サービスに業務委託）
  - 陸前高田駅（陸前高田派出所 / JR東日本東北総合サービスに業務委託）※現在は暫定的に盛駅より駅員が派遣され、曜日限定での営業。
  - 本吉駅（簡易委託駅）※現在は暫定的に気仙沼駅より駅員が派遣され、曜日限定での営業。
  - 盛駅（盛派出所 / JR東日本東北総合サービス）
- JR気仙沼旅行センター（南気仙沼駅）※震災により建物流失のため営業休止中。再開時期未定。

## 運転士乗務範囲
- 2013年（平成25年）9月28日のダイヤ改正をもって運転士業務は全て一ノ関運輸区へと移管された。過去の乗務範囲は以下の通り。
- 大船渡線：一ノ関 - 盛（震災後は一ノ関 - 気仙沼間1往復のみ）
- 石巻線：小牛田 - 前谷地
- 気仙沼線：前谷地 - 気仙沼

## 沿革
- 1992年（平成4年）12月1日 - 発足（一ノ関運輸区気仙沼派出を統合、車掌は一ノ関運輸区へ編入）[1]。
- 2005年（平成17年）4月1日 - 摺沢駅長・陸前高田駅長を廃止し、気仙沼駅管理下の業務委託駅（派出所）となる。
- 2013年（平成25年）9月28日 - 運輸科の運転士業務が一ノ関運輸区へ移管される。入居施設をBRT気仙沼営業所へ転用。
- 2014年頃(時期不明) - 大船渡線営業所を廃止。
  - 保線科が一ノ関保線技術センターへ移管され同センター気仙沼派出となる。
  - 信号係を盛岡信号通信技術センター傘下一ノ関メンテナンスセンターへ移管
  - 営業係を気仙沼駅へ移管。
  - 南気仙沼駅付近に存在し、津波で倒壊した社宅を同所構内に再建。
- 2017年（平成29年）4月1日 - 盛駅長を廃止し、気仙沼駅管理下の業務委託駅となる。